# John Stroeder
John Stroeder (nacido el 24 de julio de 1958 en Bremerton, Washington) es un exjugador de baloncesto estadounidense. Con 2,08 de estatura, jugaba en la posición de pívot.

## Equipos
- 1976-1980 Universidad de Montana
- 1980-1982 Birmingham Bullets
- 1982-1983 Montana Golden Nuggets
- 1983-1986 CEP Lorient
- 1986-1987 Rapid City Thrillers
- 1987-1988 Milwaukee Bucks
- 1987-1988 San Antonio Spurs
- 1988-1989 Albany Patroons
- 1988-1989 Golden State Warriors
- 1989-1990 Albany Patroons
- 1989-1990 CB Sevilla
- 1990-1991 Alvik BK